# Осиновка (Одесская область)
Осиновка (укр. Осинівка) — село, относится к Ширяевскому району Одесской области Украины.
Население по переписи 2001 года составляло 547 человек. Почтовый индекс — 66841. Телефонный код — 4858. Занимает площадь 1,39 км². Код КОАТУУ — 5125484701.

## Местный совет
66841, Одесская обл., Ширяевский р-н, с. Осиновка, ул. Школьная, 11